# Dendrothele duthiei
Dendrothele duthiei är en svampart som beskrevs av P.H.B. Talbot 1956. Dendrothele duthiei ingår i släktet Dendrothele och familjen Corticiaceae.   Inga underarter finns listade i Catalogue of Life.